# Karol Konárik
Karol Konárik (* 19. května 1949, v Žilině) je slovenský zpěvák, podnikatel, který byl ve volebním období 1994-1998 poslancem Národní rady Slovenské republiky za koalici HZDS a RSS (HZDS).

## Životopis
Absolvoval Střední odborné učiliště a žilinskou konzervatoř. Svoji hudební kariéru začal v roce 1969 vystoupením v jihoslovanské Pule. Se skupinou Skarabeus pět let zpíval na Středním a Dálném východu, vystupoval i ve Francii, Švédsku, Švýcarsku, Německu, Kuvajtu, Norsku, Dánsku,Irsku, Sovětském svazu a jinde. Vystupovali v hotelích a na zámořských lodích. Profesionální pěveckou kariéru ukončil v roce 1989. Později již zpíval jenom příležitostně. Vystupoval i v úspěšném pořadu Slovenské televize Repete.
Před rokem 1989 začal podnikat s rozmnožováním hudebních a video nosičů. Později vybudoval síť minilabů, podnikal v obchodu a ve stavební výrobě. Během privatizace se stal majoritním vlastníkem pivovarů v Martině, Rimavské Sobotě, Bytči a Ilavě. Později pivovary v Martině a Rimavské Sobotě prodal Heinekenu. Byl vlastníkem Petrochemy Dubová, dnes podniká ve společnosti Slovenka Banská Bystrica a v banskobystrickém Prioru. Vlastní hotel Kaskády v Sielnici u Banské Bystrice. Svoje podnikatelské aktivity rozšířil i o podnikání v Chorvatsku. Také vlastní loděnici. V roce 2006 nazpíval duet Život je boj s Robem Kazíkem na albu To som ja.

## Nejznámější hity
- Júlia si čarovná - (Milan Koreň / Alojz Čobej) [1]
- Koľko láska máva očí - (Milan Koreň / Alojz Čobej)
- Láska má párik krídel - (Johannes Bouwens / Ľuboš Zeman)
- Trikrát hádaj, Veronika - píseň je známá taky jako Veronika - (Milan Koreň / Alojz Čobej) [2]
- Rozchod - (Zacar / Ľuboš Zeman)
- Tak sa túlam

## Diskografie
- 2007: 20 NAJ - Opus, CD
- 2006: To som ja - RK Centrum, CD
- 1995: Karol Konárik - Hity 1975 - 1995 - SQ Music, MC, CD
- 1982: Šťastný návrat - Opus, LP
- 1977: Karol Konárik a Scarabeus - Opus 9113 0511, LP
- 1977: Balón - skupina Ľuba Beláka/Trikrát hádaj Veronika - Karol Konárik - skupina Scarabeus - Opus 91 43 0447 h, SP
- 1975: Láska má párik krídel/Záleží ti málo na tom - Opus 91 43 0398 h, SP
- 1975: V srdci lásku mám - Jezinky/Obloha spieva - Karol Konárik a Jezinky - Opus 91 43 0366 h, SP

### Kompilace
- 2007: 20 Naj Retro Vianoce - Opus - 12. Mrazivý dych (Shame, It's A Shame)
- 2005: Retrohity - Slovak radio records - 12. Júlia si čarovná
- 1997: Repete Gala 3 - Ena records -02. Láska má párik krídel/13. Koľko láska máva očí
- 1995: Repete Gala 2 - Ena records -11. Veronika
- 1995: Repete Gala - Ena records -04. Júlia si čarovná/14. Rozchod
- 1995: Hity 1975-1995 - SQ Music - Veronika - (Orchester Pavla Zajačka)
- 1995: Hity 1975-1995 - SQ Music - Júlia si čarovná (Orchester Pavla Zajačka)
- 1995: Hity 1975-1995 - SQ Music - Kolombína (Orchester Pavla Zajačka)
- 1993: Repete 1 - H & V jumbo records - Júlia si čarovná
- 1988: Až sa znova narodím - Opus -09. S láskou sa má hrať stále fér (spievajú: Daja Peštová a Karol Konárik, hrá skupina KK Company)